# Hecamedoides giordanii
Hecamedoides giordanii är en tvåvingeart som först beskrevs av Canzoneri och Giuseppe Giovanni Antonio Meneghini 1969.  Hecamedoides giordanii ingår i släktet Hecamedoides och familjen vattenflugor.
Artens utbredningsområde är Madagaskar. Inga underarter finns listade i Catalogue of Life.